# 井上裕治
井上 裕治（いのうえ ゆうじ、1978年9月3日 - ）は、日本のギタリスト、ソングライター、編曲家。元ボーカリスト。本名同じ。福島県福島市出身。Wish*、girl next doorの元メンバー。所属していた芸能事務所はエイベックス・マネジメント。血液型はA型。

## 略歴
福島大学附属小学校卒業後、B'zの松本孝弘に憧れ、福島大学附属中学校に在学しサッカー部に所属していた14歳の時にギターを始める。その後松韻学園福島高等学校在学を経て音楽学校メーザー・ハウスへ入学しプロの音楽家になる知識や理論を学ぶ。
2001年にRieと共にデュオ・Wish*を結成、ギターとボーカルを担当する。2002年にPONY CANYONよりシングル「ISM」でメジャー・デビューを果たすも同年に事実上解散となる活動停止となる。その後はレコーディングスタジオでのスタジオ・ミュージシャンやライブでのサポートギタリストとして活動する。
2008年に新たに音楽ユニット・girl next doorを結成、ギターと作曲を担当する。同年にavex traxよりシングル「偶然の確率」で再メジャーデビューを果たす。
2013年にメンバーである千紗の結婚を機とした芸能界引退に伴い解散。その後は本来のスタジオ・ミュージシャンに加え、ソングライター、編曲家としても活動する。
2023年現在はアメリカ合衆国カリフォルニア州に在住している。

## 参加作品
| 発売日         | 作品タイトル                                                                    | アーティスト名     | 収録曲                                                                       |
| -------------- | ------------------------------------------------------------------------------- | ------------------ | ---------------------------------------------------------------------------- |
| 2010年12月22日 | ウルトラマンゼロ THE MOVIE 超決戦!ベリアル銀河帝国 オリジナル・サウンドトラック | サウンドトラック   | 戦士グレンファイアー登場! feat.井上裕治（GIRL NEXT DOOR）                    |
| 2010年12月22日 | ウルトラマンゼロ THE MOVIE 超決戦!ベリアル銀河帝国 オリジナル・サウンドトラック | サウンドトラック   | ウルトラマンゼロのテーマ (E. Guitar version) feat.井上裕治（GIRL NEXT DOOR） |
| 2010年12月22日 | ウルトラマンゼロ THE MOVIE 超決戦!ベリアル銀河帝国 オリジナル・サウンドトラック | サウンドトラック   | ジャンファイト! feat.井上裕治（GIRL NEXT DOOR）                              |
| 2012年3月21日  | ウルトラマンサーガ オリジナルサウンドトラック                                   | サウンドトラック   | みんなあなたを待ってる!! feat.井上裕治（girl next door）                     |
| 2012年3月21日  | ウルトラマンサーガ オリジナルサウンドトラック                                   | サウンドトラック   | ウルトラマンゼロのテーマ feat.井上裕治（GIRL NEXT DOOR）                     |
| 2013年6月19日  | Disney Wedding Selection〜Eternal dream of Mickey and Minnie.～                 | オムニバス         | ホール・ニュー・ワールド                                                     |
| 2019年3月6日   | Disney Wedding Selection〜Eternal dream of Mickey and Minnie.～                 | オムニバス         | ホール・ニュー・ワールド                                                     |
| 2013年7月24日  | ウルトラマンギンガ -ソング&ミュージック-                                        | TVサウンドトラック | ウルトラマンギンガのテーマ                                                   |
| 2013年9月4日   | 円谷プロダクション 創立50周年記念円谷プロの世界Ⅱ ★ULTRA ANTHOLOGY★1966〜2013    | テレビ主題歌       | ウルトラマンギンガのテーマ                                                   |

## 提供楽曲
- AAA
  - MASK（作曲）
- TVサウンドトラック
  - 未来Cool⭐︎Express（作曲・編曲）
  - チェンジ!シンカリオン (ロックVer)（作詞・作曲・編曲）